# 11-й армейский корпус (Российская Федерация)
11-й армейский корпус (11 АК) — оперативно-тактическое объединение Сухопутных войск Российской Федерации.
Располагается на территории Калининградской области. Управление расположено в городе Гусев.

## История
1 апреля 2016 года в Калиниградской области было развёрнуто управление 11-го армейского корпуса; командиром назначен генерал-майор (с 22 февраля 2019 — генерал-лейтенант) Юрий Яровицкий.
8 мая 2020 года в городе Гусев Калининградской области Юрию Яровицкому вице-адмиралом Александром Носатовым был вручён штандарт командира корпуса.
Корпус принимал участие во вторжении России на Украину в 2022 году. Согласно оценкам Forbes во время боевых действий корпус понёс большие потери, вплоть до половины состава, и на время утратил боеспособность. Согласно расследованию украинских журналистов, подразделения 11 корпуса участвовали в оккупации украинской Балаклеи. Командующий на то время 11 корпусом генерал-майор Рузинский командовал группировкой российских войск «Балаклея».

## Состав
- управление (г. Гусев)[1]
- 18-я гвардейская мотострелковая Инстербургская Краснознамённая, ордена Суворова дивизия (г. Гусев, г. Советск)[7][8]
- 244-я артиллерийская Неманская Краснознамённая, орденов Суворова и Кутузова бригада (г. Калининград)
- 152-я гвардейская ракетная Брестско-Варшавская, ордена Ленина, Краснознамённая, ордена Кутузова бригада (г. Черняховск)
- 7-й отдельный гвардейский мотострелковый Пролетарский Московско-Минский дважды Краснознамённый, орденов Суворова и Кутузова полк (г. Калининград)
- 22-й отдельный гвардейский зенитный ракетный полк (г. Калининград)
- 46-й отдельный разведывательный батальон (г. Гусев)[9]
- 40-й отдельный батальон управления (г. Гусев)
- 5-й общевойсковой полигон (г. Правдинск)

## Командир
- генерал-майор, с 22.02.2019 генерал-лейтенант Яровицкий Юрий Давидович (2016—2020)
- генерал-лейтенант Рузинский Андрей Юрьевич (с августа 2020)[10]